# بني برية (الحيمة الداخلية)

تعديل مصدري - تعديل

بني برية هي إحدى قرى عزلة بني السياغ بمديرية الحيمة الداخلية التابعة لمحافظة صنعاء، بلغ تعداد سكانها 250 نسمة حسب تعداد اليمن لعام 2004.